# Dystrykt Belize
Dystrykt Belize – dystrykt we wschodnim Belize, posiadający dostęp do Morza Karaibskiego. Dystrykt obejmuje również wyspy: Ambergris Caye, Caye Caulker, St. George’s Caye oraz Goff’s Caye.

## Miasta
- Belize City
- Hattieville
- Ladyville
- San Pedro
- Caye Caulker

## Okręgi wyborcze
W dystrykcie znajduje się czternaście okręgów wyborczych: Albert, Belize Rural Central, Belize Rural Central, Belize Rural North, Belize Rural South, Caribbean Shores, Collet, Fort George, Freetown, Lake Independence, Mesopotamia, Pickstock, Port Loyola, Queen’s Square.